# Søre Smørstabbtindan
De Søre Smørstabbtindan is een berg behorende bij de gemeente Lom in de provincie Oppland in Noorwegen. De berg, gelegen in Nationaal park Jotunheimen, heeft drie toppen, met hoogtes van 2045 meter, 2033 meter en 2030 meter en maakt onderdeel uit van de bergkam Smørstabbtindene.
De Søre Smørstabbtindan is onderdeel van het gebergte Jotunheimen.